# Esport3
Esport3, o canal Esport3, és un canal de televisió pública que pertany a Televisió de Catalunya. El canal és de tipus temàtic, dedicat als esports, que va començar l'emissió en proves el 22 d'octubre de 2010 coincidint amb els Special Olympics i de forma regular el 5 de febrer del 2011. Alguns programes que s'emetien a TV3 o al 33 van passar a formar part d'aquest nou canal.

## Programació
La programació d'Esport3 inclou transmissions i esdeveniments esportius, sobretot en les franges de màxima audiència de dilluns a divendres i tot el cap de setmana. El canal completa la seva programació apostant per programes que se centren en l'estil de vida esportiu, potenciant valors emergents com el fet d'estar en forma, la salut, l'aventura o l'aire lliure. De dilluns a divendres de les 20:00 a les 21:00, Xavi Valls presenta un programa d'informació esportiva i debat. Cada nit, de dilluns a divendres, s'emet una tertúlia esportiva presentada per Lluís Canut, que s'anomena "Efectivament". Alguns dels programes que s'emeten en aquest canal són  Esport Club,  Hat-trick, Motor a fons, Temps de neu, Temps d'aventura, NBA.cat, Futbol cat, Zona zàping o Gol a gol.
Durant el confinament de la primavera de 2020, el canal Esport 3 va compartir la seva freqüència d'emissió amb el Canal Super 3, que seguia compartint freqüència amb el Canal 33, emetent Esport 3 només de 21:30 a 6:00, i amb contingut enllaunat.
Al mes de juliol de 2020 la CCMA va especular amb la possibilitat de tornar la franja esportiva al Canal 33, eliminant el canal Esport3, i de crear un canal juvenil, en un principi sota el nom Super 3 Z (simulant l'antic 3XL). El 10 d'octubre de 2022 es va substituir el Canal Super3 per l'SX3, amb la mateixa divisió de canals, però actualment una possible futura reestructuració dels canals està sobre la taula.

### Esport Club
L'Esport Club és un magazín informatiu d'esports que va iniciar les seves emissions el 24 d'agost del 2009 a TV3 tenint com a referent continuat la Champions i de manera especial el seguiment del Barça en aquesta competició. Amb la creació del Canal Esport3 va passar a formar part de la seva programació, emetent-se cada vespre de dilluns a divendres per portar als espectadors les últimes novetats del món de l'esport. És dirigit i presentat pel periodista Xavier Valls.

### Hat-trick[a]
Més que d'un programa, es tracta d'un conjunt de programes especialitzats denominats a partir del terme anglès Hat-trick, plenament incorporat al lèxic esportiu. Va deixar d'emtre's l'any 2016.
- Hat-trick Barça[a] que, cada diumenge al vespre, fa una anàlisi detallada de les últimes actuacions de l'equip blaugrana. Dirigit per  Bernat Soler, és presentat per ell mateix i per  Gerard López. Anteriorment l'havien conduït Xavi Torres i Pichi Alonso.
- Hat-trick Espanyol[a], que dona cobertura a tot el que faci referència a l'equip blanc-i-blau, presentat per David Balaguer i Raquel Martos.
  - Per als enfrontaments entre el Barça i l'Espanyol ambdós programes es fusionen amb la denominació Hat-trick derbi.[11]
- Hat-trick total[a], és el complement dels altres "Hat-trick": partits i incidències de la resta de la  Primera Divisió, actuacions d'equips catalans a  Segona i el més rellevant de les lligues estrangeres. El seu antecessor, dedicat al futbol estranger, era el Hat-trick Internacional[a].

El Club de la Mitjanit
El Club de la Mitjanit és un programa bimèdia, que s'emetia per Catalunya Ràdio i per Esport3 de forma simultània. El programa (que originàriament es feia per Catalunya Ràdio) passa a emetre's de dilluns a divendres també per televisió el setembre de 2016. El programa combinava informació, tertúlia i seccions. Dirigit i presentat per Francesc Garriga, acompanya de Laia Tudel, va ser el programa nocturn d'esports tant de tele com de ràdio entre 2016 i 2020. A causa dels canvis de programació per la pandèmia de la COVID-19 el programa passà a emetre's només per xarxes, amb la "Home Edition", que realitzaven des dels domicilis particulars. El programa va viure un dels moments àlgids en donar l'exclusiva mundial del fitxatge de Frenkie De Jong pel Barça el gener de 2019.
ONZE
El setembre de 2020, Francesc Garriga estrena el programa Onze. Ja durant l'estiu anterior es realitzà aquest programa en edició de diumenges, durant les 7 setmanes que va durar el tram final post-Covid de la Lliga de 1a Divisió. El programa s'emeté a l'estiu per TV3, el diumenge de matinada. Ja al setembre, Onze ocupa el lloc d'El Club de la Mitjanit, però només emet per Esport3. El programa és el relleu del Club, amb una estructura molt similar, també amb Laia Tudel com a peça destacada. Alguns dels tertulians/col·laboradors del programa són: Bernat Soler, Joan Poquí, Dani Senabre, Anton Meana, Gerard, Autet, Lluís Canut, Sònia Gelmà, Jordi Costa, Marçal Lorente, Guillem Balagué, Josep Maria Minguella, Oriol Domènech...

## Competicions esportives
- Beach Volleyball World Tour
- Copa Catalunya
- Deutsche Tourenwagen Masters
- Eurolliga de bàsquet
- Fórmula 1
- Torneig Ciutat de Barcelona
- Superlliga xinesa
- Torneig Joan Gamper
- Bundesliga
- Premier League
- UEFA Champions League
- L'home més fort del món
- Lliga Nacional de futbol sala
- Lliga ACB
- Copa del Rei
- Euro beach soccer superfinal
- Zona de ball

## Logotips
| Logotip de 2011 a 2021 |
| 2011 - actualment      |
| ---------------------- |

## Audiències
| Any  | Gener | Febrer | Març | Abril | Maig | Juny | Juliol | Agost | Setembre | Octubre | Novembre | Desembre | Mitjana anual |
| ---- | ----- | ------ | ---- | ----- | ---- | ---- | ------ | ----- | -------- | ------- | -------- | -------- | ------------- |
| 2011 | -     | 0,7%   | 1%   | 1%    | 1,2% | 0,8% | 0,6%   | 1,0%  | 1,0%     | 1,0%    | 1,0%     |          | 0,9%          |
| 2012 | 1,2%  | 1,1%   | 1,2% | 1,3%  | 1,2% | 0,8% | 0,7%   | 0,8%  |          | 1,1%    | 1,2%     | 1,4%     |               |
| 2013 |       |        |      |       |      |      | 1,5%   | 1,3%  | 1,4%     | 1,3%    | 1,3%     | 1,2%     |               |
| 2014 | 1,4%  | 1,0%   | 1,3% | 1,3%  | 1,6% | 1,3% | 1,0%   | 1,2%  | 1,2%     | 1,2%    | 1,1%     | 0,9%     | 1,3%          |
| 2015 | 1,2%  | 1,1%   | 1,3% | 1,4%  | 1,5% | 1,1% | 0,8%   | 0,9%  | 1,0%     | 0,9%    | 1,2%     | 1,1%     | 1,1%          |
| 2016 | 1,3%  | 1,2%   | 1,3% | 1,3%  | 1,0% | 0,9% | 0,5%   | 0,6%  | 0,9%     | 1,0%    | 0,8%     | 0,9%     | 1,0%          |
| 2017 | 1,0%  | 0,9%   | 1,1% | 0,8%  | 0,6% | 0,7% | 0,5%   | 0,6%  | 0,6%     | 0,6%    | 0,5%     | 0,6%     | 0,7%          |
| 2018 | 0,6%  | 0,5%   | 0,6% | 0,7%  | 0,6% | 0,5% | 0,3%   | 0,4%  | 0,5%     | 0,6%    | 0,5%     | 0,4%     | 0,5%          |
| 2019 | 0,5%  | 0,5%   | 0,7% | 0,7%  | 0,6% | 0,5% | 0,4%   | 0,5%  | 0,6%     | 0,5%    | 0,5%     | 0,5%     | 0,5%          |
| 2020 | 0,6%  | 0,5%   | 0,3% | 0,2%  | 0,1% | 0,2% | 0,2%   | 0,3%  | 0,4%     | 0,4%    | 0,3%     | 0,4%     | 0,3%          |
| 2021 | 0,5%  | 0,5%   | 0,6% | 0,5%  | 0,5% | 0,4% | 0,3%   | 0,4%  | 0,5%     | 0,5%    | 0,6%     | 0,5%     | 0,5%          |
| 2022 | 0,7%  | 0,6%   | 0,7% | 0,9%  | 0,7% | 0,8% | 0,6%   | 0,7%  | 0,8%     | 0,7%    | 0,8%     | 0,7%     | 0,7%          |
| 2023 | 0,9%  | 0,9%   | 0,9% | 1,0%  | 1,0% | 0,9% | 0,6%   | 1,0%  | 1,2%     | 1,6%    | 1,1%     | 1,1%     | 1,0%          |
| 2024 | 1,3%  | 1,3%   | 1,3% | 1,2%  | 1,5% | 1,2% | 0,9%   | 1,1%  | 1,5%     | 1,6%    | 1,3%     | 1,0%     | 1,3%          |
| 2025 | 1,4%  | 1,2%   | 1,3% | 1,5%  | 1,5% | 1,3% | 1,0%   |       |          |         |          |          |               |